# Ola de frío en América del Sur de 2022
La ola de frío en América del Sur se refiere a una serie de friajes y bajas de la temperatura no consecutivas que se registran desde mayo de 2022.
Hasta el momento se tiene registrado 37 muertos por la ola de frío: 18 en Bolivia, once en Argentina, cinco en Perú, dos en Uruguay, uno en Paraguay. y tres en Brasil.

## Descripción
Se registró que las primeras olas de frío se originaron por el Ciclón Yakecan en mayo, que impacto principalmente al oriente del Brasil, según France24 la ola se vio influenciada por el calentamiento global al desequilibrarse las masas de aire.

## Por país

### Argentina
El Servicio Meteorológico Nacional anunció que la ola de frío había comenzado en la Argentina el 21 de junio mediante su cuenta oficial de Twitter. Para el 30 de mayo la Ciudad de Buenos Aires registraba una bajada de temperatura relevante, el SMN dijo que la ola «avanzó desde Patagonia hasta la zona central del país, y al combinarse con noches de poca nubosidad, favoreció valores de temperaturas bajas y heladas en gran parte de la región pampeana y Cuyo». El SNM también expresó que en algunas provincias argentinas se presentaría lloviznas y granizo en menos de 10°.
En agosto de 2022 se registró otra bajada de temperatura relevante, de 14 °C por las tardes, hasta de -4 °C por las madrugadas.

### Bolivia
El país sintió la presencia de la ola en junio en las regiones del oeste, el Senamhi boliviano comunicó que la ola de frío golpearía principalmente al occidente de Bolivia. El 1 de junio la ciudad de El Alto registro -9,8 grados, las temperatura más baja en la historia boliviana.

### Brasil
La ola de frío se registró en junio, en los estados de São Paulo y Río de Janeiro, una ola de frío entrante desde el sur, la temperatura no superaba los 5 grados de temperatura también se hizo presente la ola de frío en la zona central de Brasil. Dos personas murieron en el estado de São Paulo debido al clima inusualmente frío causado por la tormenta Yakecan. Durante el paso de la tormenta subtropical Yakecan en la costa de Rio Grande do Sul, una persona se ahogó. La severa ola de frío causada por Yakecan y el vórtice polar también redujeron las temperaturas en el Sur de Brasil, el Centro-Oeste de Brasil y los estados de Rondônia, Acre y Bahia. En el Distrito Federal, se registró la temperatura más baja de la historia, con 1.4 °C según el Instituto Nacional de Meteorología. En agosto, septiembre y noviembre, las montañas de Rio Grande do Sul y Santa Catarina registraron nieve en cuatro olas de frío el 18 de mayo, 18 de agosto, 23 de septiembre y 1 de noviembre respectivamente.

### Colombia
En enero, la Corporación Autónoma Regional del Valle del Cauca ya había precipitado que se vendría una ola de frío en el Pacífico colombiano aunque el clima se encuentre en temporada seca. En febrero, el Instituto de Hidrología, Meteorología y Estudios Ambientales (Ideam) comunicó que la temperatura llegaría en las madrugadas a los 3 o 4 centígrados en Bogotá. Los ciclones propio de junio de 2022 contribuyeron al friaje colombiano.

### Chile
La Dirección Meteorológica de Chile en mayo dijo que la Araucanía y Ñuble presentarían en sus zonas bajas hasta -7 grados, el área entre las regiones de Valparaíso y Biobío también se vieron afectadas en la baja de la temperatura, además la región metropolitana de Santiago se redujo a -4 grados.
El gobierno chileno aplicó el Código Azul para salvaguardar a la gente sin techo y a los indigentes ante la ola de frío, el código sigue activo desde entonces.
Investigadores de la Universidad de Talca realizaron un estudio que afirmaba que la ola de frío se expandiría durante todo 2022, afectando las cosechas mediante heladas.

### Ecuador
En Ecuador se registró una bajada de temperatura anormal en junio en las provincias del litoral de acuerdo al Instituto de Hidrología y Meteorología (Inamhi), según el instituto gubernamental ecuatoriano este clima se dio por los factores de los vientos alisios y el fenómeno de La Niña.
Para inicios de julio, la ola de frío en Cuenca (provincia de Azuay) y Loja (provincia de Loja) se vio acompañada de lluvias.

### Perú
La ola de frío se hizo presente con la muerte de cinco infantes indígenas del distrito de Río Tambo (departamento de Junín) en el centro del país. El 29 de agosto la ciudad de Lima sufrió el día más frío luego de sesenta años, presentándose una temperatura de 16 °C a 3.2 °C. Desde el 30 de agosto se considera que Lima metropolitana sufre una ola de frío seguido según el Servicio Nacional de Meteorología e Hidrología del Perú (SENAMHI).
El SENAMHI indicó que la ola de frío afecta gravemente los cultivos arrozales del país.

### Paraguay
La Dirección de Meteorología e Hidrología (DMH) paraguaya dijo que en junio las temperaturas rondarían de 1 °C y 3 °C en la región oriental, mientras que en la región occidental bordearía el 4 °C.

### Uruguay
El Instituto Uruguayo de Meteorología emitió una alerta el 30 de mayo por la llegada de la ola de frío en «el suroeste, centro, este y noreste» de Uruguay por el descenso de temperaturas hasta -7 °C.

## Repercusiones
- La Organización Panamericana de Salud comunicó que la ola de frío estaba causando un aumento de casos de gripe, especialmente en el Cono Sur, y que estos no estaban siendo atendidos como se debían al ser confundidos con casos de COVID-19.[34] El gobierno uruguayo aplicó los llamados Centros Coordinadores de Emergencias Departamentales (Cecoed) desde junio para atender las emergencias ante el incremento del frío polar.[35]